# San Justo (Buenos Aires)
Pour les articles homonymes, voir San Justo.
San Justo est une ville de la province de Buenos Aires en Argentine. Elle est la capitale du partido de La Matanza. Comme l'ensemble de ce partido, la ville fait partie du premier cordon urbain du Grand Buenos Aires ou GBA.